# Makouda
Makouda är en ort i Algeriet.   Den ligger i provinsen Boumerdès, i den norra delen av landet, 90 km öster om huvudstaden Alger. Makouda ligger 310 meter över havet och antalet invånare är 34 515.
Terrängen runt Makouda är kuperad. Runt Makouda är det tätbefolkat, med 383 invånare per kvadratkilometer. Närmaste större samhälle är Tizi Ouzou, 8,3 km söder om Makouda. 